# IC 722
IC 722 је спирална галаксија у сазвјежђу Дјевица која се налази на листи објеката дубоког неба у Индекс каталогу.
Деклинација објекта је + 8° 58' 28" а ректасцензија 11h 42m 43,7s. Привидна величина (магнитуда) објекта IC 722 износи 13,9 а фотографска магнитуда 14,7. IC 722 је још познат и под ознакама MCG 2-30-19, CGCG 68-39, PGC 36365.